# 姜徳秀
姜 徳秀（カン・ドクス、朝鮮語: 강덕수、1940年 - 2007年10月）は、朝鮮民主主義人民共和国の軍人、政治家。人民武力部革命史跡館館長、人民武力部総務局長などを歴任した。朝鮮人民軍における軍事称号（階級）は上将。北朝鮮の初代最高指導者を務めた金日成は母方のいとこで、平壌直轄市党委員会責任書記を務めた康賢洙は兄。

## 経歴
1940年に日本統治下の黄海道（現黄海南道）で生まれた。1979年に人民武力部後方総局所属部隊長に任命され、1981年には軍事代表の一員として中華人民共和国を訪問した。1982年に金日成勲章を受賞。1984年に朝鮮人民軍少将に昇進し、1992年には周囲より早く中将に昇進した。その後、人民武力部総務局長を経て、1997年に閑職である人民武力部革命史跡館館長に任命された。中将昇進から9年後の2001年には金日成主席の誕生日である「太陽節」に際して、上将に昇進した。
2007年10月に死去。10月26日に金正日総書記から霊前に花輪が贈られた。同年12月に愛国烈士陵に埋葬された。